# Ladislav Čemický
Ladislav Čemický (Čemice, 24 marzo 1909 – Stupava, 6 gennaio 2000) è stato un pittore e grafico slovacco, esponente della generazione interbellica moderna, fu paesaggista.

## Biografia
Nacque nel paese di Čemice, che fu sommerso per la costruzione del bacino artificiale di Liptovská Mara.
Dal 1929 al 1934 si formò a Budapest all'Università ungherese di belle arti sotto la guida di István Csók. Compì negli anni 1930 numerosi viaggi di studio in Europa, soggiornando soprattutto a Parigi. Si perfezionò con le lezioni private di Zoltán Palugyay e fu influenzato dal suo soggiorno in una colonia artistica di Janko Alexy. Dopo la Seconda guerra mondiale fu docente all'Alta scuola di arti figurative di Bratislava, di cui dal 1964 divenne professore, e fu attivo anche nella regione di Liptov.
Negli anni 1930 trovò un'espressione distintiva con una dimensione sociale molto accentuata: affrontò i temi della disoccupazione, dei lavoratori e durante la guerra realizzò opere che ne denunciavano gli orrori. Soprattutto negli anni 1950, la sua inclinazione per le tematiche sociali è confluita in un dogmatico realismo socialista. Successivamente si diede a dipinti di paesaggi lirici usando la tecnica dell'acquerello: fu uno dei più importanti artisti slovacchi di questa tecnica.
Nel 1975 lo Stato gli conferì il titolo di artista nazionale e nel 1989 fu insignito dell'Ordine della repubblica.